# Javier Marcotegui
Jesús Javier Marcotegui Ros (Pamplona, 21 de septiembre de 1948)es un biólogo y político español. Fue consejero del Gobierno de Navarra en tres legislaturas; una durante el Gobierno de Juan Cruz Alli (Educación, Cultura y Deporte), otra en el primer gobierno de Miguel Sanz (Educación, Cultura, Deporte y Juventud) y una tercera en el segundo gobierno de Sanz (Medio Ambiente, Ordenación del Territorio y Vivienda).

## Biografía
Javier nació en Pamplona, en el seno de una familia oriunda de la localidad navarra de Abárzuza. Biólogo de profesión, Marcotegi ha tenido una larga trayectoria en la política. Fue Consejero de Educación, Cultura y Deporte (1991-1995). Regresó a dar clases como catédrático de Ciencias Naturales en el Instituto pamplonés de Ermitagaña, con el gobierno de coalición de PSN-CDN-EA. Tiempo después, Miguel Sanz le nombró consejero de Educación, Cultura, Deporte y Juventud (1996-1999); y de Medio Ambiente, Ordenación del Territorio y Vivienda (1999-2003). En la siguiente legislatura (2003-2007) fue presidente del Consejo de Educación de Navarra.
Está casado con Ana María Barber y tienen cuatro hijos: Ana, Miguel, Beatriz e Isabel Marcotegui Barber.